# Фаница (Драмско)
Фаница или Фойница (на гръцки: Φανίτσα) е обезлюдено село в Република Гърция, разположено на територията на дем Драма, област Източна Македония и Тракия.

## География
Фаница се намира на югозападните склонове на Родопите, източно от Осеница и южно от Либан. Попада в историко-географската област Чеч.

## История

### В Османската империя
В XIX век селото е българомохамеданско. Според Васил Кънчов към края на XIX век във Фойница има 50 помашки къщи.

### В Гърция
През Балканската война в 1912 година в селото влизат български части. След Междусъюзническата война в 1913 година Фаница попада в Гърция. През 1923 година по силата на Лозанския договор жителите му са изселени в Турция и селото е заличено.
| Година    | 1913 | 1920 | 1928 | 1940 | 1951 | 1961 | 1971 | 1981 | 1991 | 2001 | 2011 | 2021 |
| --------- | ---- | ---- | ---- | ---- | ---- | ---- | ---- | ---- | ---- | ---- | ---- | ---- |
| Население | 110  | 55   |      |      |      |      |      |      |      |      |      |      |